# Museo regionale veneto della bonifica

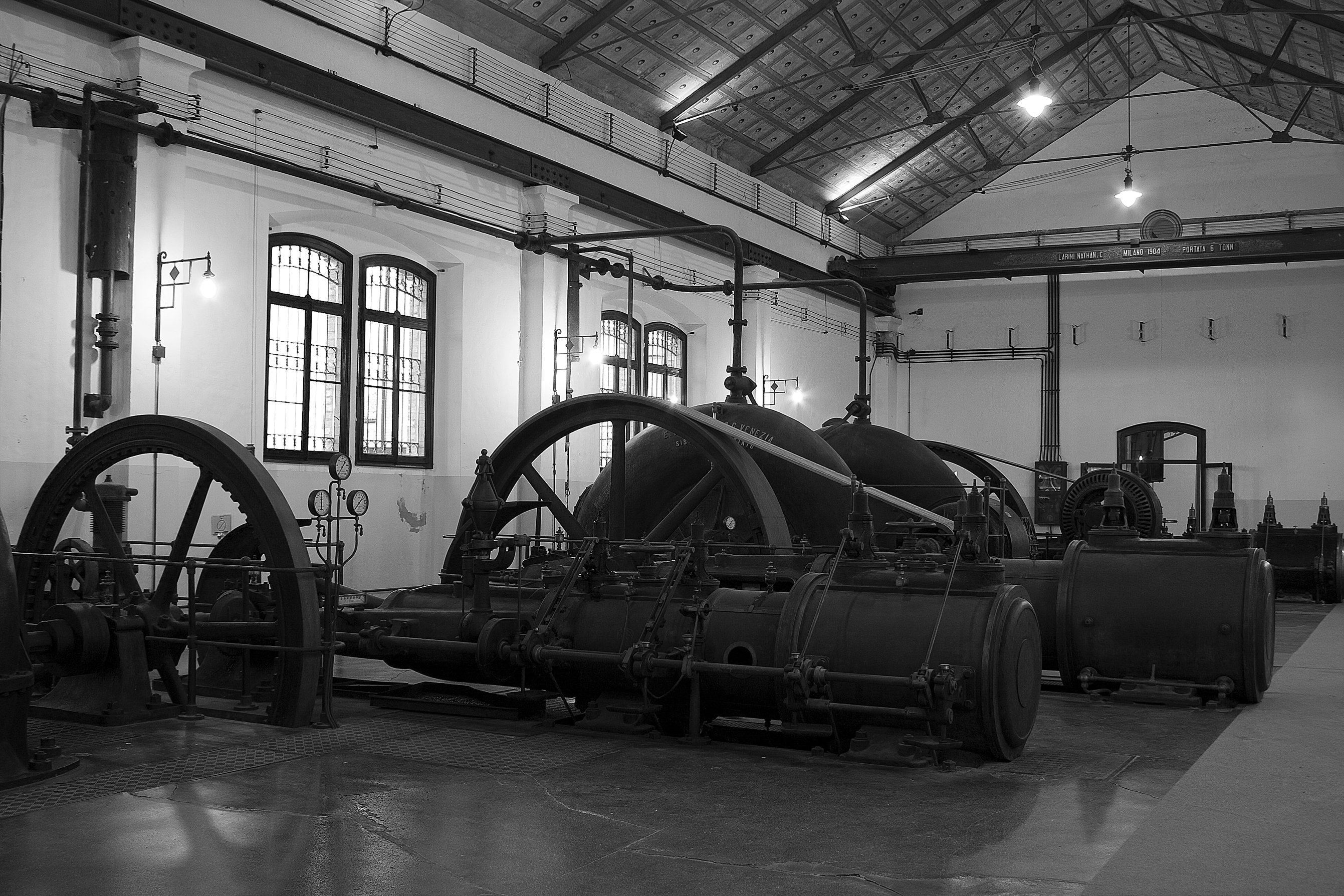
Le turbine

Il Museo regionale veneto della bonifica si trova in località Ca' Vendramin (in origine proprietà terriere di una nobile famiglia Veneziana), in comune di Taglio di Po, sul canale denominato Scolo Veneto, di fronte al Po di Goro.

## Descrizione
È situato interamente all'interno di un gruppo di fabbricati, costruiti all'inizio del Novecento, formati da una imponente costruzione dove vi era un'idrovora e da fabbricati limitrofi originariamente adibiti a uffici, magazzini, officina, foresteria, ecc.
L'idrovora aveva il compito di sollevare l'acqua della parte superiore (ovest) dell'isola di Ariano, drenata dal canale collettore Scolo Veneto, ed immetterla oltre l'argine nel Po di Goro. Fu costruita dal 1900 al 1903 e collaudata nel 1905.
Originariamente la parte più grande del fabbricato conteneva il cosiddetto "macchinario", costituito da 4 turbine a vapore più un'altra di riserva, alimentate da 10 caldaie a carbone. I gas di scarico venivano convogliati da un collegamento sotterraneo sino alla ciminiera alta 60 metri. La capacità massima era di circa 11.000 litri al secondo. Nel 1921 una parte dell'impianto venne elettrificata.
Le alluvioni che colpirono l'isola di Ariano nel 1957 e nel 1960 modificarono profondamente il sistema idrogeologico dell'isola e resero prima insufficiente e poi inutile l'opera, che fu dismessa nel 1969.
Negli anni ottanta il complesso divenne il centro operativo del nuovo Consorzio di bonifica Delta Po Adige, nato nel 1978 dalla fusione di più entità.
Oggi è sede del Centro informativo didattico del Delta del Po e del Museo regionale della bonifica vero e proprio.